# Newington Bagpath
Newington Bagpath – wieś w Anglii, w hrabstwie Gloucestershire, w dystrykcie Cotswold, w civil parish Kingscote. Leży 10 km od miasta Stroud. W 1931 roku civil parish liczyła 157 mieszkańców. Newington Bagpath jest wspomniana w Domesday Book (1086) jako Neueton.